# Ayaki Suzuki
Ayaki Suzuki (鈴木 彩貴 Suzuki Ayaki?), född 13 april 1987 i Aichi prefektur, är en japansk fotbollsspelare.
Suzuki började sin karriär 2010 i Blaublitz Akita. Efter Blaublitz Akita spelade han för Giravanz Kitakyushu, Yokohama F. Marinos och V-Varen Nagasaki. Han avslutade karriären 2019.